# Hiérarchie polynomiale

Représentation graphique de la hiérarchie polynomiale. Les flèches indiquent l'inclusion.

En théorie de la complexité, la hiérarchie polynomiale est une hiérarchie de classes de complexité qui étend la notion de classes P, NP, co-NP. La classe PH est l'union de toutes les classes de la hiérarchie polynomiale.

## Définitions
Il existe plusieurs définitions équivalentes des classes de la hiérarchie polynomiale.

### Comme alternance de quantificateurs
On peut définir la hiérarchie à l'aide des quantificateurs universel ({\displaystyle \forall }) et existentiel ({\displaystyle \exists }). Tout d'abord, pour tout polynôme {\displaystyle p}, et tout langage {\displaystyle L}, on définit
{\displaystyle \exists ^{p}L:=\left\{x\in \{0,1\}^{*}\ \left|\ \left(\exists w\in \{0,1\}^{\leq p(|x|)}\right)\langle x,w\rangle \in L\right.\right\}},
c'est-à-dire que l'ensemble {\displaystyle \exists ^{p}L} contient exactement l'ensemble des mots {\displaystyle x} pour lesquels il existe un mot {\displaystyle w} de taille polynomiale en la longueur de x tel que le mot {\displaystyle \langle x,w\rangle }est dans {\displaystyle L}. Intuitivement, le mot {\displaystyle w} joue le rôle d'un certificat pour {\displaystyle x}, certificat relativement petit par rapport à {\displaystyle x}. De la même façon on définit
{\displaystyle \forall ^{p}L:=\left\{x\in \{0,1\}^{*}\ \left|\ \left(\forall w\in \{0,1\}^{\leq p(|x|)}\right)\langle x,w\rangle \in L\right.\right\}}.
On étend ces définitions aux classes de langages  {\displaystyle {\mathcal {C}}}
{\displaystyle \exists ^{\rm {P}}{\mathcal {C}}:=\left\{\exists ^{p}L\ |\ p{\mbox{ est un polynome et }}L\in {\mathcal {C}}\right\}}
{\displaystyle \forall ^{\rm {P}}{\mathcal {C}}:=\left\{\forall ^{p}L\ |\ p{\mbox{ est un polynome et }}L\in {\mathcal {C}}\right\}}
Maintenant, on peut définir les classes de la hiérarchie polynomiale par récurrence de la façon suivante :
{\displaystyle \Sigma _{0}^{\rm {P}}:=\Pi _{0}^{\rm {P}}:={\rm {P}}}
{\displaystyle \Sigma _{k+1}^{\rm {P}}:=\exists ^{\rm {P}}\Pi _{k}^{\rm {P}}}
{\displaystyle \Pi _{k+1}^{\rm {P}}:=\forall ^{\rm {P}}\Sigma _{k}^{\rm {P}}}
{\displaystyle {\rm {PH}}={\underset {k\in \mathbb {N} }{\bigcup }}\Sigma _{k}^{\rm {P}}}
En particulier, {\displaystyle {\rm {NP}}=\Sigma _{1}^{\rm {P}}} et {\displaystyle {\rm {coNP}}=\Pi _{1}^{\rm {P}}}.

### Avec des machines à oracles
La hiérarchie polynomiale est également définissable à l'aide de machine de Turing avec oracle. {\displaystyle A^{B}} dénote la classe des problèmes pouvant être décidés par des machines de complexité {\displaystyle A} augmentées d'un oracle de complexité {\displaystyle B}.
On pose 
{\displaystyle \Delta _{0}^{P}=\Sigma _{0}^{P}=\Pi _{0}^{P}={\mbox{P}}}
Puis pour tout i ≥ 0 :
{\displaystyle \Delta _{i+1}^{P}:={\mbox{P}}^{\Sigma _{i}^{P}}}
{\displaystyle \Sigma _{i+1}^{P}:={\mbox{NP}}^{\Sigma _{i}^{P}}}
{\displaystyle \Pi _{i+1}^{P}:={\mbox{co-NP}}^{\Sigma _{i}^{P}}}

### Avec des machines alternantes
La hiérarchie polynomiale peut se définir à l'aide de machines de Turing alternantes. {\displaystyle \Sigma _{i}^{P}}est la classe des langages décidés par une machine de Turing alternante en temps polynomial, dans laquelle toute exécution est composée de i suites de configurations de même type (existentielles ou universelles), la première suite ne contenant que des configurations existentielles. La définition de {\displaystyle \Pi _{i}^{P}}est similaire mais les configurations dans la première suite sont universelles.

## Exemples de problèmes
Savoir si une formule de la logique propositionnelle est minimale, c'est-à-dire s'il n'existe pas de formules plus courtes équivalentes, est un problème algorithmique dans {\displaystyle \Sigma _{2}^{P}}.
Pour tout {\displaystyle i\geq 1}, le problème {\displaystyle \mathrm {SAT} _{i}}, défini comme le problème de satisfabilité booléenne pour les formules propositionnelles en forme prénexe avec {\displaystyle i} quantificateurs alternant entre {\displaystyle \exists } et {\displaystyle \forall } et commençant par {\displaystyle \exists }, est complet pour {\displaystyle \Sigma _{i}^{\mathrm {P} }}.

## Propriétés

### Question autour de l'effondrement
Une autre propriété importante, interne à la hiérarchie polynomiale, est la suivante : {\displaystyle \forall i,\Sigma _{i}^{P}=\Pi _{i}^{P}\Rightarrow \Sigma _{i}^{P}=\mathrm {PH} }, ce qui signifie que si à un niveau {\displaystyle i} deux classes sont égales, alors toutes les classes « au-dessus » sont égales. On parle alors d’« effondrement de la hiérarchie polynomiale au niveau {\displaystyle i} ».
On peut par exemple montrer que la hiérarchie polynomiale s'effondre si PH admet un problème complet ou si la hiérarchie booléenne, qu'elle contient, s'effondre. Dans ce dernier cas, elle s'effondre au niveau 3.

### Liens avec les autres classes
On a l'inclusion : {\displaystyle \mathrm {PH} \subseteq \mathrm {PSPACE} }. L'égalité entre PH et PSPACE n'est pas connue, elle impliquerait que la hiérarchie polynomiale s'effondre. En particulier, si {\displaystyle \mathrm {P} =\mathrm {NP} }, alors {\displaystyle \mathrm {NP} =\mathrm {coNP} }, c’est-à-dire {\displaystyle \Sigma _{1}^{P}=\Pi _{1}^{P}} : la hiérarchie polynomiale s’effondre au niveau 1. On ne pense donc pas que la hiérarchie polynomiale s’effondre au niveau 1 (c’est la question P = NP).
Le théorème de Sipser–Gács–Lautemann énonce que la classe probabiliste BPP est incluse dans le deuxième niveau de la hiérarchie polynomiale : {\displaystyle \mathrm {BPP} \subseteq \Sigma _{2}^{P}\cap \Pi _{2}^{P}}. Les relations entre PH et la classe de complexité quantique BQP ont aussi été étudiées.
Le théorème de Toda énonce que la hiérarchie polynomiale est incluse dans l'ensemble des problèmes résolubles en temps polynomial par une machine de Turing avec oracle pour la classe ♯P : {\displaystyle \mathrm {PH} \subseteq \mathrm {P} ^{\sharp \mathrm {P} }}. Cet énoncé signifie que la classe de comptage {\displaystyle \sharp \mathrm {P} } est au moins aussi puissante que {\displaystyle \mathrm {PH} }.
Le théorème de Karp-Lipton énonce que si la classe NP est contenue dans la classe P/poly, alors la hiérarchie polynomiale s'effondre au niveau 2.

### Complexité descriptive
En complexité descriptive, la hiérarchie polynomiale correspond à la logique du second ordre .